# Camille Royer
Camille Charles Royer (* 17. August 1897 in Griselles; † 3. Februar 1933 in Souk El Khemis) war ein französischer Autorennfahrer.

## Karriere als Rennfahrer
Camille Royer war 1931 Teamkollege von Christian Charier beim 24-Stunden-Rennen von Le Mans. Da der 1,1-Liter-Motor des eingesetzten Lombard AL3 keinen Öldruck mehr hatte, musste das Duo das Rennen vorzeitig aufgeben. Sein größter Erfolg im Motorsport war der dritte Rang beim 24-Stunden-Rennen von Paris 1927.

## Statistik

### Le-Mans-Ergebnisse
| Jahr | Team              | Fahrzeug    | Teamkollege       | Platzierung | Ausfallgrund |
| ---- | ----------------- | ----------- | ----------------- | ----------- | ------------ |
| 1931 | Christian Charier | Lombard AL3 | Christian Charier | Ausfall     | kein Öldruck |